# Формула Таппера
Формула Таппера (англ. Tupper's self-referential formula) — автореферентна (за певних умов) формула відкрита Джефом Таппером (англ. Jeff Tupper), бувши відображена на площині створює власне зображення.
Вперше формулу було надруковано в доповіді Джефа Тапера 2001 року для SIGGRAPH присвяченій розробленій ним програмі малювання графіків GrafEq [Архівовано 24 лютого 2021 у Wayback Machine.].
Формула є нерівністю, визначеною таким чином:
{\displaystyle {1 \over 2}<\left\lfloor \mathrm {mod} \left(\left\lfloor {y \over 17}\right\rfloor 2^{-17\lfloor x\rfloor -\mathrm {mod} (\lfloor y\rfloor ,17)},2\right)\right\rfloor }
де {\displaystyle \lfloor \cdot \rfloor } позначає цілу частину а mod оператор модуля.
Нехай k дорівнює:
```
960939379918958884971672962127852754715004339660129306651505519271702802395266424689642842174350718121267153782770623355993237280874144307891325963941337723487857735749823926629715517173716995165232890538221612403238855866184013235585136048828693337902491454229288667081096184496091705183454067827731551705405381627380967602565625016981482083418783163849115590225610003652351370343874461848378737238198224849863465033159410054974700593138339226497249461751545728366702369745461014655997933798537483143786841806593422227898388722980000748404719
```

Якщо відобразити графік функції для точок (x, y) в діапазоні {\displaystyle 0\leq x\leq 106} та {\displaystyle k\leq y\leq k+17}, то отриманий графік матиме такий вигляд:
Сама формула має загальне застосування для декодування растрових зображень закодованих в константі k. Цю формулу можна використовувати для відтворення довільних зображень, і вона не містить ніяких посилань на себе. 
Константа k є простим монохромним растром, в формулі вона використовується як двійкове число помножене на 17. Якщо k поділити на 17, молодший біт відповідає верхньому правому куту; решта 17 молодших біт відповідають правому стовпчику пікселів; наступні 17 молодших біт відповідають другому стовпчику з права, і так далі.